# Lijst van heren van Drongelen

Wapen van Jan Jans van Heusden, heer van Drongelen uit het Wapenboek Beyeren voor 1402

Dit is een lijst van heren van de voormalige Nederlandse ambacht Drongelen in de provincie Noord-Brabant.
Vanaf 1357 maakte het dorp Drongelen deel uit van het graafschap Holland, om pas in 1815 bij de toen gevormde provincie Noord-Brabant te worden gevoegd.

## 12e tot 14e eeuw
| Ambtsperiode          | Naam heer                                  | Leven | Bijzonderheden         |
| --------------------- | ------------------------------------------ | ----- | ---------------------- |
| voor 1290             | de heren van Heusden                       |       | Land van Heusden       |
| rond 1290-1300 > 1348 | Jan Jans van Heusden, gezegd van Drongelen |       | Heer Eethen en Meeuwen |
| rond ??               | ??                                         |       |                        |
| rond ??               | Daniel van der Merwede                     |       |                        |

## 14e tot 17e eeuw
| Ambtsperiode                  | Naam heer                      | Leven                                                                                          | Bijzonderheden                                 |
| ----------------------------- | ------------------------------ | ---------------------------------------------------------------------------------------------- | ---------------------------------------------- |
| < 10 juli 1655 - 4 april 1674 | Willem Vincent van Wittenhorst | getrouwd met (1) Wilhelmina van Bronckhorst; (2) Cecilia Catharina van Bockholt (ook Bocholtz) | Heer van Horst, Gansoijen, Drongelen, Besoijen |